# Sylwia Galij-Skarbińska
Sylwia Galij-Skarbińska (ur. 21 sierpnia 1978 w Żninie) – polska historyk, politolog i specjalistka w zakresie bezpieczeństwa wewnętrznego, doktor habilitowany w dziedzinie nauk społecznych (w dyscyplinie nauki o polityce i administracji), profesor Uniwersytetu Mikołaja Kopernika w Toruniu.

## Życiorys
W latach 1993–1997 uczyła się w Liceum Ogólnokształcącym im. Karola Libelta w Kcyni. Następnie od 1997 r. do 2002 r. studiowała w Akademii Bydgoskiej im. Kazimierza Wielkiego w Bydgoszczy na kierunku politologia, specjalność dziennikarstwo, gdzie uzyskała tytuł zawodowy magistra politologii. W latach 2005–2006 odbyła trzysemestralne studia podyplomowe z zakresu historii i wiedzy o społeczeństwie na UMK w Toruniu. W latach 2006–2010 studiowała na studiach doktoranckich w zakresie politologii na Wydziale Politologii i Studiów Międzynarodowych Uniwersytetu Mikołaja Kopernika w Toruniu. Na tym samym Wydziale uzyskała w roku 2010 stopień doktora nauk humanistycznych w zakresie nauk o polityce (promotor: prof dr hab. Wojciech Polak).
W 2019 r. uzyskała stopień doktora habilitowanego w dziedzinie nauk społecznych w dyscyplinie nauki o polityce i administracji (Wydział Politologii i Studiów Międzynarodowych UMK w Toruniu). W grudniu 2020 r. otrzymała nagrodę Feniks za książkę „Zbrodnia i grabież. Jak Niemcy tuszują prawdę o sobie”. W kwietniu 2024 r. otrzymała kolejną nagrodę Feniks za książkę Najmłodsi bohaterowie. Historia polskich dzieci X–XXI w. Opowieści o walce i cierpieniu. Od 2010 r. pracowniczka Wydziału Politologii i Studiów Międzynarodowych UMK w Toruniu na stanowisku adiunkta, od 2019 r. zatrudniona na stanowisku profesora w Katedrze Bezpieczeństwa Wewnętrznego na Wydziale Nauk o Polityce i Bezpieczeństwie UMK w Toruniu. Od 1 stycznia 2021 pracuje  w Centrum Badania Historii "Solidarności" i Oporu Społecznego w PRL na Wydziale Nauk Historycznych UMK.
W czerwcu 2022 r. została uhonorowana wyróżnieniem Marszałka Województwa Kujawsko-Pomorskiego „za działalność naukową w zakresie badań najnowszej historii Polski, zwłaszcza regionu kujawsko-pomorskiego oraz popularyzację dziejów naszych ziem i związanych z nimi postaci”. 13 grudnia 2022 r. odznaczona Medalem 100-lecia Odzyskania Niepodległości. 31 lipca 2023 r. odznaczona Srebrnym Medalem „Zasłużona dla Nauki Polskiej Sapientia et Veritas”. Do połowy 2025 r. wypromowała dwóch doktorów.

## Zainteresowania badawcze
Dotyczą głównie: bezpieczeństwa wewnętrznego w PRL i po roku 1990; funkcjonowania służb specjalnych w Polsce w okresie PRL i po roku 1990; transformacji cywilnych służb specjalnych w Polsce po roku 1989 oraz historii Polski XX wieku.

## Dorobek naukowy
Dorobek naukowy obejmuje:

– monografie autorskie:
- Uniwersytet wobec inwigilacji: postawy polityczne środowiska akademickiego Uniwersytetu Mikołaja Kopernika w Toruniu w latach 1970–1980 w świetle akt Służby Bezpieczeństwa, Toruń: Wydawnictwo Naukowe Grado, 2011, 2012, s. 461.
- The transformation of civil secret service in Poland in 1989-1990, Toruń: Wydawnictwo Naukowe Uniwersytetu Mikołaja Kopernika, 2016, s. 179.
- Model zmiany cywilnych służb specjalnych w Polsce w latach 1989–1990: powstanie Urzędu Ochrony Państwa, Toruń: Wydawnictwo Adam Marszałek, 2019, s. 539.

– monografie powstałe we współpracy:
- „Nigdy przed mocą nie ugniemy szyi”: obóz internowania w Potulicach 1981-1982, Bydgoszcz: Gdańsk: Instytut Pamięci Narodowej. Komisja Ścigania Zbrodni przeciwko Narodowi Polskiemu, Gdańsk – Bydgoszcz 2015, s. 259; wyd. II Gdańsk-Bydgoszcz 2021, s. 263 (z Wojciechem Polakiem).
- Solidarność: od komunizmu do Unii Europejskiej, Warszawa: Oficyna Wydawnicza Volumen, 2015, s. 231 (z Wojciechem Polakiem, Jerzym Kłosińskim i Henrykiem Głębockim)
- Historia jest zawsze ciekawa: szkice z najnowszych dziejów regionu kujawsko-pomorskiego, Toruń: Pracownia Poligraficzna, 2016, s. 147 (z Wojciechem Polakiem)
- Opozycja demokratyczna w Toruniu i w województwie toruńskim w latach 1976–1980 (z Wojciechem Polakiem, Michałem Białkowskim, Aleksandrą Wojdyło-Jankowską), Toruń: Jagiellońskie Wydawnictwo Naukowe, 2017, s. 197
- Zbrodnia i grabież: jak Niemcy tuszują prawdę o sobie 1939-2019, Kraków: Biały Kruk, 2019, s. 394 (z Wojciechem Polakiem)
- Dokumenty Centralnego Zarządu Zakładów Karnych dotyczące obozów internowania (1982 rok), oprac. Sylwia Galij-Skarbińska, Wojciech Polak, Gdańsk ; Warszawa: Europejskie Centrum Solidarności: Instytut Pamięci Narodowej – Komisja Ścigania Zbrodni Przeciwko Narodowi Polskiemu, 2012, s. 234
- Jadwiga Rutkowska. Pamiętnik lwowianki (1914-1919), wstęp, oprac. i red. nauk. Wojciech Polak i Sylwia Galij-Skarbińska, Toruń: Wydawnictwo Naukowe Uniwersytetu Mikołaja Kopernika, 2017, s. 226
- Stanisław Bożywoj Rutkowski. Pamiętnik z oflagów 1939-1945, wstęp, oprac. i red. nauk. Wojciech Polak i Sylwia Galij-Skarbińska, Toruń: Wydawnictwo Adam Marszałek, 2018, s. 251.[14]
- Nikczemność i honor. Stan wojenny w stu odsłonach (współautorka z Wojciechem Polakiem i ks. Michałem Damazynem), Wydawnictwo Biały Kruk, Kraków 2021.
- Opór społeczny przeciwko komunizmowi w Toruniu w obiektywie Artura Wiśniewskiego, (współautorka z Arturem Wiśniewskim i Wojciechem Polakiem), s. 143,  Wydawnictwo Adam Marszałek, Toruń 2021.
- Najmłodsi bohaterowie. Historia polskich dzieci X-XXI w. Opowieści o walce i cierpieniu, (współautorka z Wojciechem Polakiem i ks. Michałem Damazynem), Wydawnictwo Biały Kruk, Kraków 2023.
- Polskość to normalność, wolność i solidarność. Szkice z historii najnowszej (współautorka z  Wojciechem Polakiem), Wydawnictwo Adam Marszałek, Toruń 2024.

Dorobek naukowy dr hab. Sylwii Galij-Skarbińskiej prof. UMK obejmuje także redakcje i współredakcje naukowe oraz liczne artykuły naukowe w monografiach zbiorowych, a także artykuły w czasopismach, opracowania tekstów źródłowych; praca jako sekretarz redakcji „Fides, Ratio et Patria. Studia Toruńskie”; opracowanie naukowe biogramów do Wystawy Stałej „Drogi do Wolności” w Europejskim Centrum Solidarności w Gdańsku.

## Dorobek organizacyjny i dydaktyczny
Brała udział w pracach Kapituły Wojewódzkiego Konkursu im. gen. bryg. prof. Elżbiety Zawackiej „Oni tworzyli naszą historię” od 2015 roku. W lutym 2017 roku została powołana w skład zespołu roboczego „Niepodległa 2018” przy wojewodzie kujawsko-pomorskim. Na Wydziale Nauk o Polityce i Bezpieczeństwie prowadziła seminaria, konwersatoria i wykłady.

## Życie prywatne
Jest żoną Jerzego Skarbińskiego, mają syna i córkę.